# Hakim Laâlam
Pour les articles homonymes, voir Lalam.
Hakim Laâlam est un billettiste algérien, il publie dans le quotidien Le Soir d'Algérie et il est aussi écrivain. Il a écrit Les chroniques journalistiques, Le nez et la perte, Enseignes en folie, Pousse avec eux.